# 瓦克拿瀑布
瓦克拿瀑布（Wahkeena Falls）是美國俄勒冈州哥伦比亚河峡谷一個高73米的瀑布。该瀑布与附近的马特诺玛瀑布不同，它的水没有直接跌落到地面。瓦克拿（Wahkeena）是一个美洲原住民（据说是雅基馬人）短语的英语音译詞，意思是最美丽的。 